# Гамильтон (округ, Огайо)
Округ Гамильтон (англ. Hamilton County) располагается в штате Огайо, США. Официально образован 2 января 1790 года. По состоянию на 2013 год, численность населения составляла 804 520 человека.

## География
По данным Бюро переписи США, общая площадь округа равняется 1 068,713 км2, из которых 1 051,308 км2 суша и 17,405 км2 или 1,630 % это водоёмы.

## Население
По данным переписи населения 2000 года в округе проживает 845 303 жителей в составе 346 790 домашних хозяйств и 212 582 семей. Плотность населения составляет 801,00 человек на км2. На территории округа насчитывается 373 393 жилых строений, при плотности застройки около 354,00-х строений на км2. Расовый состав населения: белые — 72,93 %, афроамериканцы — 23,43 %, коренные американцы (индейцы) — 0,18 %, азиаты — 1,61 %, гавайцы — 0,03 %, представители других рас — 0,51 %, представители двух или более рас — 1,32 %. Испаноязычные составляли 0,00 % населения независимо от расы.
В составе 30,20 % из общего числа домашних хозяйств проживают дети в возрасте до 18 лет, 43,40 % домашних хозяйств представляют собой супружеские пары проживающие вместе, 14,30 % домашних хозяйств представляют собой одиноких женщин без супруга, 38,70 % домашних хозяйств не имеют отношения к семьям, 32,90 % домашних хозяйств состоят из одного человека, 10,60 % домашних хозяйств состоят из престарелых (65 лет и старше), проживающих в одиночестве. Средний размер домашнего хозяйства составляет 2,38 человека, и средний размер семьи 3,07 человека.
Возрастной состав округа: 25,80 % моложе 18 лет, 9,60 % от 18 до 24, 29,70 % от 25 до 44, 21,50 % от 45 до 64 и 21,50 % от 65 и старше. Средний возраст жителя округа 36 лет. На каждые 100 женщин приходится 91,10 мужчин. На каждые 100 женщин старше 18 лет приходится 86,80 мужчин.
Средний доход на домохозяйство в округе составлял 40 964 USD, на семью — 53 449 USD. Среднестатистический заработок мужчины был 39 842 USD против 28 550 USD для женщины. Доход на душу населения составлял 24 053 USD. Около 8,80 % семей и 11,80 % общего населения находились ниже черты бедности, в том числе — 16,20 % молодежи (тех, кому ещё не исполнилось 18 лет) и 8,70 % тех, кому было уже больше 65 лет.